# 门头沟清真寺
门头沟清真寺，位于北京市门头沟区城子大街，是一座伊斯兰教清真寺。

## 简介
1980年代，门头沟区有回族穆斯林300多户，散居在三家店、黑山、大台、新桥、木城涧、矿区家属宿舍等地。城子大街的清真寺，建于中华人民共和国初期，文革中遭到破坏，礼拜殿及其他用房年久失修。中共十一届三中全会后，落实宗教政策，清真寺恢复开放。1986年成立寺管会。
在北京市及门头沟区宗教事务部门及当地单位支持下，寺管会对寺有房屋14间进行整理，将其中6间作为礼拜大殿、阿訇住房及男、女沐浴室，将其他房屋开设清真餐厅，经营清真食品。1986年9月，清真餐厅开业，1987年总收入24.2万元，利润2.1万元；1988年1月到8月总收入16.2万元，利润1.76万元。当时，清真餐厅靠近门头沟区人民政府所在地，是城子大街唯一的清真餐厅。1988年，寺管会用清真餐厅上交给清真寺的管理费翻修了清真寺，翻修之后的清真寺建筑面积120平方米，为两层小楼，上层为礼拜殿60平方米，下层为接待室、阿訇住房等等，翻修总投资4万多元，其中寺管会支付3万元，其他1万多元由各单位及穆斯林群众赞助。寺管会还在门头沟区民政局和门头沟乡政府、城子生产队支持下，将1.8亩土地收回作为回民公墓，并且植树百余棵；在回民公墓建办公用房一间，沐浴室三间，建筑面积合计80平米。
1988年9月28日，寺管会为翻修一新的清真寺举行了落成典礼。